# Fritillaria stenanthera
Fritillaria stenanthera är en liljeväxtart som först beskrevs av Eduard August von Regel, och fick sitt nu gällande namn av Eduard August von Regel. Fritillaria stenanthera ingår i Klockliljesläktet och i familjen liljeväxter. Inga underarter finns listade.